# Clase County (1928)
La clase County fue un clase de cruceros pesados construidos para la Royal Navy británica en el periodo de entreguerras. Fueron los primeros cruceros construidos para la Royal Navy tras la Primera Guerra Mundial, y estaban diseñados según los límites establecidos en el Tratado naval de Washington. Cada buque, estaba limitado a un desplazamiento estándar de 10.000 t, con un armamento principal de 203 mm (8 pulgadas), y se referían a ellos como "cruceros tratado", ya que el término "crucero pesado" no fue definido hasta el Tratado naval de Londres de 1930.
Los trece buques de esta clase fueron construidos en tres distintas subclases: las subclases Kent, London y Norfolk. Fueron los únicos cruceros de 10 000 t de desplazamiento con cañones de 203 mm, o cruceros  "A", construidos para la Royal Navy. Los County son recordados por sus distintivas tres chimeneas, y por su servicio en los principales teatros navales de la Segunda Guerra Mundial.
En un intento de disponer de más buques dentro de los límites del tratado naval, la Royal Navy, planeó la construcción de cruceros de 8.250 t de desplazamiento estándar o buques "B"; seis de los cuales, podían sustituir a cinco County. El buque extra, era una atractiva opción para la Royal Navy, que en tiempos de paz, tenía un vasto imperio que cubrir. Solo dos de estos cruceros, armados con seis cañones de 203 mm, fueron construidos y designados como clase York.

## Diseño y desarrollo
Los cruceros tipo Washington de 10 000 t, fueron el primer tipo de buque de guerra construido intencionadamente bajo las restricciones de un acuerdo internacional. Estas restricciones, proponía nuevos retos de ingeniería y forzaban a adoptar distintos compromisos a los diseñadores sobre como conseguir el mejor balance entre velocidad, armamento y blindaje. La Armada de los Estados Unidos adoptó diseños con torres de artillería triples, lo cual, permitía un casco más corto, y el ahorro de peso en estos dos conceptos, posibilitaba un mayor blindaje. Esta opción, requería sin embargo un aumento de la potencia instalada, que influía a su vez en una menor autonomía, pues la velocidad del buque, es función directa de la potencia y la eslora e inversa de la manga. La Royal Navy, sin embargo, requería buques para la protección de las rutas comerciales con las colonias, lo cual hacía necesario que los buques, tuvieran una buena velocidad de crucero y autonomía. Esto, determinó la necesidad de un casco largo, el uso de torres dobles, y el uso de un blindaje ligero.
El diseño, era de naturaleza conservadora, especialmente, si se comparaban con sus contemporáneos, los acorazados de la clase Nelson, construidos para satisfacer el mismo tratado. Con una eslora máxima de 190 m, el casco se diseñó sin castillos de proa y popa, y un gran francobordo. Esto les hizo tener una gran estabilidad inicial, a la cual, contribuía el esquema de blindaje. Las salas de máquinas, seguían el esquema habitual, con la sala de calderas delante de la sala de máquinas, y separadas a mitad del buque por la santabárbara. Las dos salas de calderas, expulsaban los gases de combustión en cuatro conductos de escape, uniéndose las dos centrales en una chimenea central más gruesa. El diseño de tres chimeneas, aunque era de bella estampa, era poco práctico en términos de utilización del espacio interno.

### Armamento
Los cañones BL  8” Mark VIII (203 mm, L/50), fueron dispuestos en cuatro torres dobles, dos a proa y dos a popa, con las torres centrales elevadas sobre las de los extremos. El diseño de las torres, fue complicado por el requerimiento original por el cual sus cañones, debía poderse utilizar como armamento antiaéreo y tener una elevación máxima de 70°, aunque no podía usarse para tal fin, ya que no podía elevarse lo suficientemente rápido para seguir blancos aéreos y no estaban conectados a una dirección de tiro adecuada para ello.
El armamento secundario, consistía en cuatro cañones navales por banda a mitad del buque QF de 102 mm, L/45 Mk V  en montajes simples Mk.III. Disponían igualmente de un montaje cuádruples de tubos lanzatorpedos por banda también a mitad del buque. Posteriormente, los cañones simples Mk V fueron reemplazados por Mk XVI en montajes dobles. En un infructuoso intento por mantenerse dentro de los límites del tratado, fue desmontado los montaje Mark para reducir el peso, el resultado fue el montaje Mark XVII, descrito como una "ridícula puntualidad". Posterioriormente, le fue vuelto a instalar los montajes Mark XVI.
El diseño inicial, estaba llamado a portar dos montajes óctuples de cañones automáticos antiaéreos QF 2 de dos libras Mk.VIII, pero no fueron montados inicialmente para ahorrar peso, y montó QF 2 de dos libras Mark II en montajes simples. El espacio, fue aprovechado para montar una catapulta rotatoria y una grúa que le permitía operar aeronaves, aunque de nuevo, no se montó inicialmente.

### Protección
El diseño inicial, dejó poco peso para distribuir en el blindaje, debido a la meticulosidad con la cual, los diseñadores se atuvieron al texto del tratado. El tradicional cinturón blindado, fue dispersado, con planchas de 25 mm. La cubierta blindada de 32 mm cubría el espacio de la maquinaria, y existían ciudadelas blindadas en las santabárbaras de 64 mm en la cubierta y 102 mm en los laterales, cerrados por mamparos de 63,5 mm. Las torres y barbetas, solo recibieron planchas de poco espesor. Estaba dotados de bulgues externos como protección antitorpedos.

## Diferencias y modificaciones

### SubclaseKent

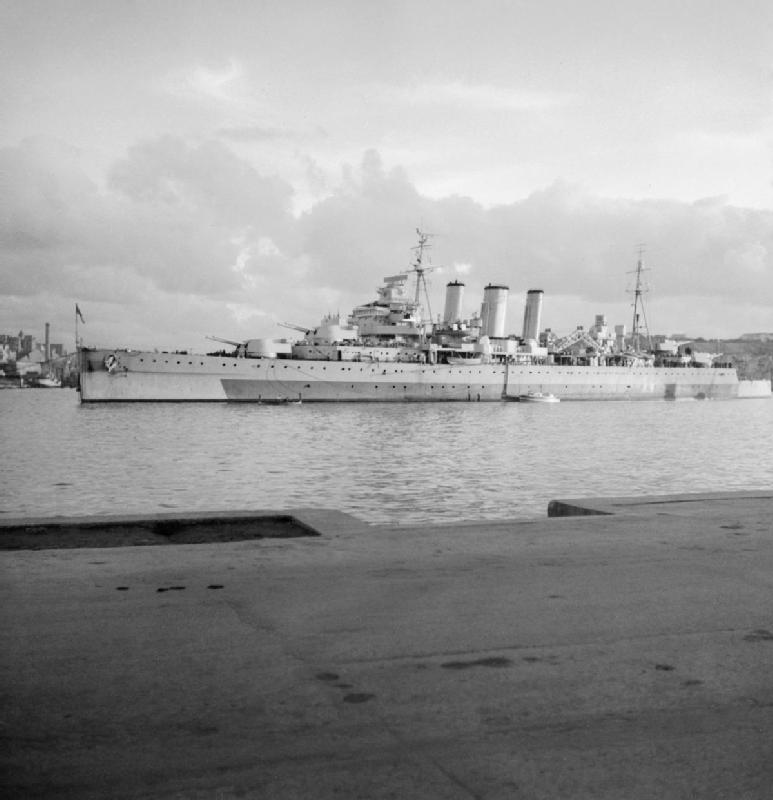
Crucero pesado HMS Cumberland en Grand Harbour, Malta británica.

Los siete buques iniciales; Berwick, Cornwall, Cumberland, Kent, y Suffolk para la Royal Navy y  Australia y Canberra para la Real Armada australiana; formaron la subclase Kent. Todos fueron pedidos en 1924 y asignados en 1928. Rápidamente, se descubrió la necesidad de elevar las chimeneas en torno a 4,5 m para alejar el flujo de gases. A los buques australianos, el Australia y el Canberra se les elevaron 0,9 m. 
Entre 1930 y 1933 se les añadió una catapulta para operar hidroaviones, así como una dirección de tiro de gran ángulo HACS para los cañones de 102 mm. El Kent recibió una pareja adicional de cañones de 101 mm en 1934, y tanto este, como los Berwick y Cornwall recibieron una pareja de ametralladoras Vickers de 12,7 mm añadida.

### SubclaseLondon

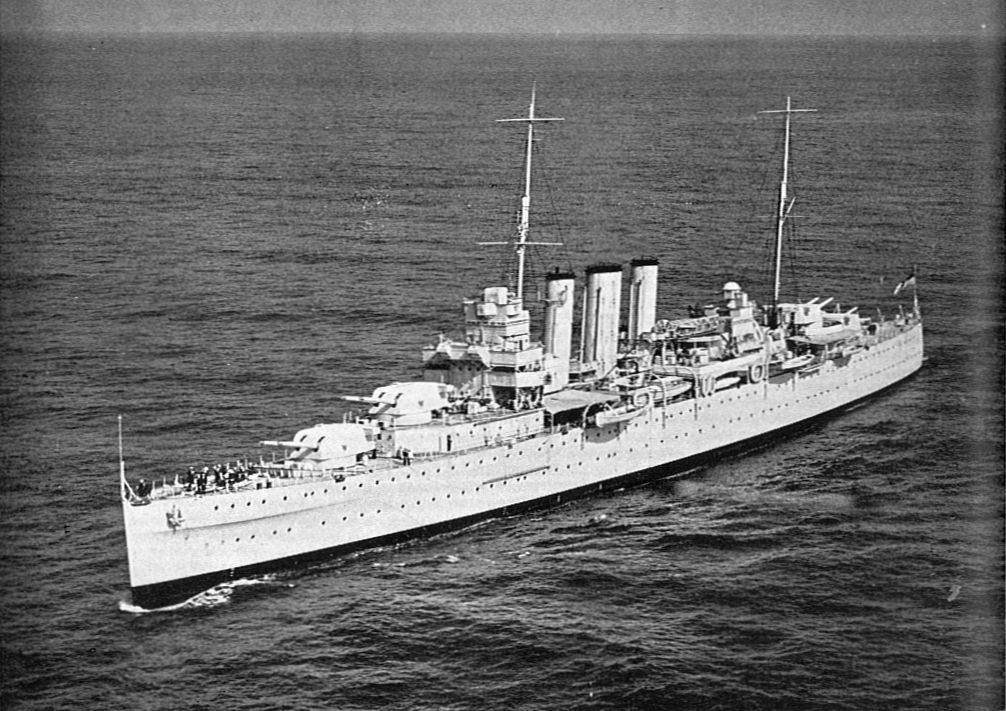
HMS Devonshire

El Segundo grupo, compuesto por cuatro buques, componían la denominada subclase London (HMS Devonshire, London, Shropshire y Sussex), y eran muy parecidos a los Kent. Se suprimieron los bulgues externos, reduciendo la manga en 309 mm, y el casco, fue alargado 838 mm, lo que se tradujo en un incremento de velocidad de ¾ de nudo (1,35 km/h). Para remediar la pérdida de protección que suponía la pérdida de los bulgues, se instaló una “segunda piel” bajo el blindaje, que le proporcionaban el mismo efecto. El puente fue retrasado para reducir el efecto de la onda expansiva de la torreta B cuando disparaba a popa. Fueron equipados con catapulta para operar hidroaviones en 1932.
El Shropshire, al contrario que sus gemelos,  mantuvo la torreta "X" y los torpedos durante toda su carrera, y fue transferido a la RAN a comienzos de 1943 para reemplazar al Canberra.

### SubclaseNorfolk

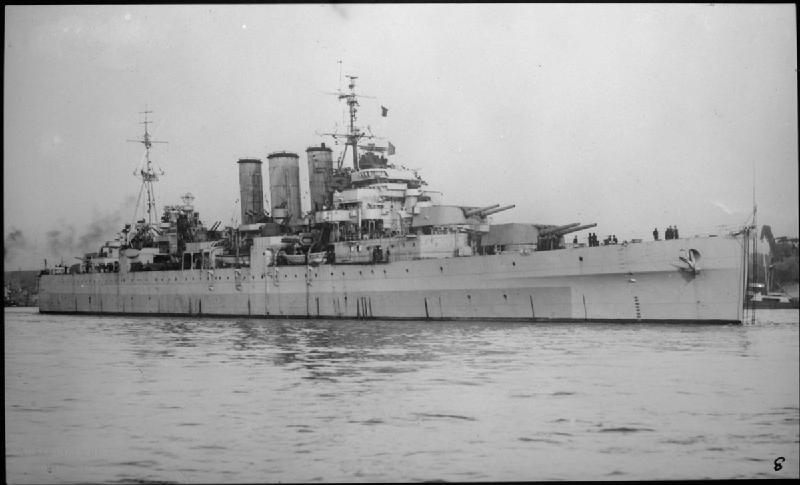
HMS Norfolk

La pareja final de Counties, los Norfolk y Dorsetshire, conformaron la subclase Norfolk. Fueron ordenados junto a otros dos buques con cargo a los programas navales 1927-8 y 1928-9; los Northumberland y Surrey que no llegaron a ser puestos en grada debido al cambio de administración de 1929, en la que el gobierno laborista en minoría, hubo de cancelar los buques como medida económica y como gesto ante la cercanía de la nueva conferencia naval de Londres de 1930. Los buques, seguían el diseño de los London con alteraciones menores.

### Comparativa
|         | Construidos & planeados | Ordenados | Eslora (m) | Manga (m) | Calado (m) | Velocidad (apc, nudos) | Desplazamiento (estándar, t) | Armamento principal | Cinturón blindado (mm) | Torpedos | Tripulación |
| ------- | ----------------------- | --------- | ---------- | --------- | ---------- | ---------------------- | ---------------------------- | ------------------- | ---------------------- | -------- | ----------- |
| Kent    | 7 de 7                  | 1924      | 192,02 m   | 20,72 m   | 9,6 m      | 31,5 nudos             | 10.570 t                     | 8 × 203 mm          | 114 mm*                | 8        | 685         |
| London  | 4 de 4                  | 1925–1926 | 192,86 m   | 20,11 m   | 9,83 m     | 32¼ nudos              | 9.830 t                      | 8 × 203 mm          | 89 mm**                | 8        | 700         |
| Norfolk | 2 de 4                  | 1926–1927 | 192,86 m   | 20,11 m   |            | 32¼ nudos              | 10.300 t                     | 8 × 203 mm          |                        | 8        | 725         |
| York    | 2 de 5                  | 1926–1928 | 175,26 m   | 17,68 m   | 9,6 m      | 31½ nudos              | 8,250 t                      | 6 × 203 mm          | 76,2 mm                | 6        | 623         |

*: Reforma de 1935, no efectuada en los Australia y Canberra
**: Reconstrucción de 1938, únicamente en el London

## Servicio
Los clase County, participaron en muchos servicios durante la Segunda Guerra Mundial. Los  HMS Norfolk y HMS Suffolk estaban equipados con radar, lo cual fue utilizado como una ventaja durante la persecución del Bismarck por parte de la Royal Navy, tras el hundimiento del  HMS Hood.
Todos los buques de la clase, participaron en combate en los distintos teatros de operaciones de la Segunda Guerra Mundial, siendo hundidos en combate los Canberra, Cornwall y Dorsetshire.
Los supervivientes, fueron dados de baja durante la primera mitad de la década de 1950, excepto el Cumberland que fue equipado para testar los nuevos cañones automáticos de 152 y 76,2 mm con los que fue equipado, con los que iban a equiparse los cruceros de la Clase Tiger, y que fue desguazado en 1959.

## ClaseCanarias
Dos buques basados en los clase County, los Canarias y Baleares de la clase Canarias, fueron diseñados en Reino Unido y construidos en España por la subsidiaria de Vickers-Armstrongs, la  Sociedad Española de Construcción Naval. Completados a mediados de la década de 1930 para la Armada Española, participaron en combate en el bando sublevado durante la guerra civil española. Aunque compartían con los county el casco, la maquinaria, y el armamento principal, los buques españoles, planteaban notables diferencias en su apariencia, tanto en su única y enorme chimenea, retirada tras la guerra civil en el crucero superviviente para adoptar dos chimeneas, como en su igualmente gran superestructura.